# Entosphenus folletti
Entosphenus folletti – gatunek  bezżuchwowca z rodziny minogowatych (Petromyzontidae).

## Zasięg występowania
Gatunek znany jest jedynie z okazów złowionych w górnej części dorzecza rzeki Klamath w Kalifornii.

## Budowa ciała
Osiąga średnio 17–23 cm długości całkowitej (maksymalnie do 30 cm). Procentowe proporcje długości poszczególnych części ciała są następujące: odcinek przedskrzelowy 12,3–14,5%, odcinek skrzelowy 9,2–10,6%, tułów 42,7–48,6%, ogon 28,4–32,7%, oko 1,7–2,3%, przyssawka 6,6–7,8%. Wzdłuż tułowia 61-65 miomerów. Płetwa ogonowa ma kształt łopatkowaty.
Ubarwienie ciała ciemnobrązowe, linia boczna jest ciemno zabarwiona.

## Biologia i ekologia
Jest gatunkiem słodkowodnym, osiadłym. Żyje w czystych, szybko płynących rzekach i strumieniach. Ślepice żyją w mule przez okres co najmniej 4 lat przed przeobrażeniem. Osobniki dorosłe nie pobierają pokarmu i wkrótce po przeobrażeniu odbywają tarło po czym giną.